# Handball-Regionalliga Baden-Württemberg 2024/25
Die Handball-Regionalliga Baden-Württemberg 2024/25 ist die erste Spielzeit der von der Oberliga Baden-Württemberg in Regionalliga Baden-Württemberg umbenannten Liga, die unter dem Dach der Handballverbände Baden, Südbaden und Württemberg organisiert wird. Sie ist die höchste Spielklasse des Verbundes und wird hinter der 3. Liga als vierthöchste Spielklasse im deutschen Ligensystem geführt.

## Saisonverlauf
Die Regionalliga Baden-Württemberg wird in dieser Saison eingleisig aus 14 Mannschaften bestehen.

### Modus
Im Verlaufe der Saison treten die Mannschaften der Regionalliga jeweils in einer Hin- und Rückrunde gegeneinander an. Nach Abschluss der daraus resultierenden Spieltage steigt der Meister in die 3. Liga auf. Es stiegen so viele Mannschaften ab (maximal vier), bis die Staffelstärke von 14 Teams incl. zwei Aufsteigern aus den Landesverbänden und möglichen Absteigern aus der 3. Liga erreicht war. Am Ende der Saison galt bei Punktegleichheit der direkte Vergleich.

## Teilnehmer
Nicht mehr dabei sind die Auf- und Absteiger der Vorsaison. Neu hinzukommen die Absteiger (A) der 3. Liga und die Aufsteiger (N) aus den Landesverbänden.

Handballverband Baden

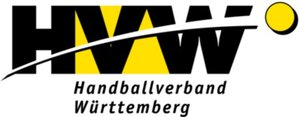
Handballverband Württemberg

|     | Mannschaft              | Sp | Pkte  |
| --- | ----------------------- | -- | ----- |
| 1.  | SG Köndringen/Teningen  | 30 | 59:2  |
| 2.  | TV Bittenfeld 2         | 30 | 53:7  |
| 3.  | TSB Schwäbisch Gmünd    | 30 | 52:8  |
| 4.  | HSG Ostfildern          | 30 | 34:26 |
| 5.  | HSG Albstadt            | 30 | 34:26 |
| 6.  | VfL Waiblingen          | 30 | 32:28 |
| 7.  | TSV Heiningen 1892      | 30 | 31:29 |
| 8.  | TV Willstätt            | 30 | 31:29 |
| 9.  | TV Plochingen           | 30 | 28:32 |
| 10  | HC Neuenbürg 2000       | 30 | 28:32 |
| 11. | TSV 1866 Weinsberg      | 30 | 22:38 |
| 12. | TSV 1899 Blaustein      | 30 | 20:40 |
| 13. | MTG Wangen              | 30 | 18:42 |
| 14. | SG Saase3 Leutershausen | 30 | 18:42 |
| 15. | TSG Söflingen           | 30 | 15:45 |
| 16. | TuS Schutterwald        | 30 | 6:54  |